# Thamnomys
Thamnomys là một chi động vật có vú trong họ Muridae, bộ Gặm nhấm. Chi này được Thomas miêu tả năm 1907. Loài điển hình của chi này là Thamnomys venustus Thomas, 1907.

## Các loài
Chi này gồm các loài: